# Tom Jones (roman)
Tom Jones (orig. The History of Tom Jones, a Foundling) är en roman av författaren och dramatikern Henry Fielding som publicerades 1749. 

## Huvudkaraktärer
- Thomas "Tom" Jones, en oäkting och Allworthys myndling.
- Sophia "Sophy" Western, Westerns enda dotter, sinnebilden av allt som är dygdigt, vackert och gott.
- William Blifil, son till kapten Blifil och Bridget, en hycklare och Tom Jones rival.
- Godsägare Allworthy, förmögen herreman med gods i Somerset och Toms vårdnadshavare; av oantastlig karaktär och god natur.
- Godsägare Western, förmögen herreman som äger den angränsande egendomen till Allworthys, vill gifta bort sin dotter Sophia med Allworthys arvinge.
- Miss Bridget Allworthy, (senare Mrs. Blifil), Allworthys syster.
- Lady Bellaston, Toms älskarinna och en framstående person i Londons societetsliv, försöker tvinga Sophia till äktenskap med en herre genom han ska våldta henne, så hon kan behålla Jones för sig själv.
- Mrs. Honour Blackmor, Sophias tjänsteflicka, egoistisk och opålitlig mot sin arbetsgivare.
- Dr. Blifil, kapten Blifils bror, dör av brustet hjärta då hans bror stöter bort honom.
- Kapten John Blifil, kapten i armén och Bridget Allworthys make, med metodistiska tendenser.
- Mr. Thomas Square, en humanistisk filosof och Tom och William Blifils lärare, en hycklare som avskyr Jones och gynnar Blifil, men ångrar sig så småningom.
- Prosten Roger Thwackum, Tom och William Blifils prost/skollärare, en hycklare som avskyr Tom Jones, gynnar Blifil och konspirerar med den sistnämnda mot den tidigare.

## Filmatiseringar i urval
- Tom Jones, (1963) brittisk film med Albert Finney som Tom Jones, Susannah York som Sophia och George Devine som Allworthy.
- Tom Jones erotiska äventyr, (1976) brittisk film med Nicky Henson som Tom Jones, Madeline Smith som Sophia och William Mervyn som Allworthy.
- Tom Jones, (1997) brittisk miniserie av BBC med Max Beesley som Tom Jones, Samantha Morton som Sophia och Benjamin Whitrow som Allworthy.
- Tom Jones  , (2023) , brittisk serie i fyra delar med Solly McLeod som Tom Jones och  Sophie Wilde som Sophia.